# غاري جونز (لاعب كرة قدم بريطاني)
غاري جونز (بالإنجليزية: Garry Jones)‏ (11 ديسمبر 1950 في المملكة المتحدة - 6 أبريل 2016 في المملكة المتحدة) هو لاعب كرة قدم بريطاني في مركز الهجوم. لعب مع نادي بلاكبول ونادي هيرفورد ونورثويتش فيكتوريا.

## وصلات خارجية
- غاري جونز على موقع قاعدة بيانات كرة القدم.إي يو (الإنجليزية)